# Dendrelaphis caudolineatus
Espèce
Synonymes
- Ahaetulla caudolineata 
Gray in Gray & Hardwicke, 1834
- Dendrophis sexlineata 
Duméril, Bibron & Duméril, 1854
- Dendrophis octolineata 
Duméril, Bibron & Duméril, 1854
- Dendrophis effrenis Werner, 1909

Dendrelaphis caudolineatus est une espèce de serpents de la famille des Colubridae.

## Répartition
Cette espèce se rencontre en Malaisie et en Indonésie à Sumatra et au Kalimantan.

## Description

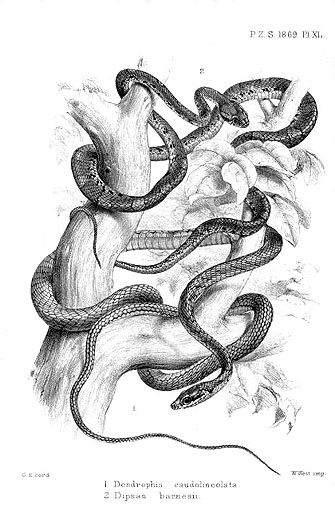
Deux serpents dans un arbre : Boiga barnesii en haut et Dendrelaphis caudolineatus en bas.

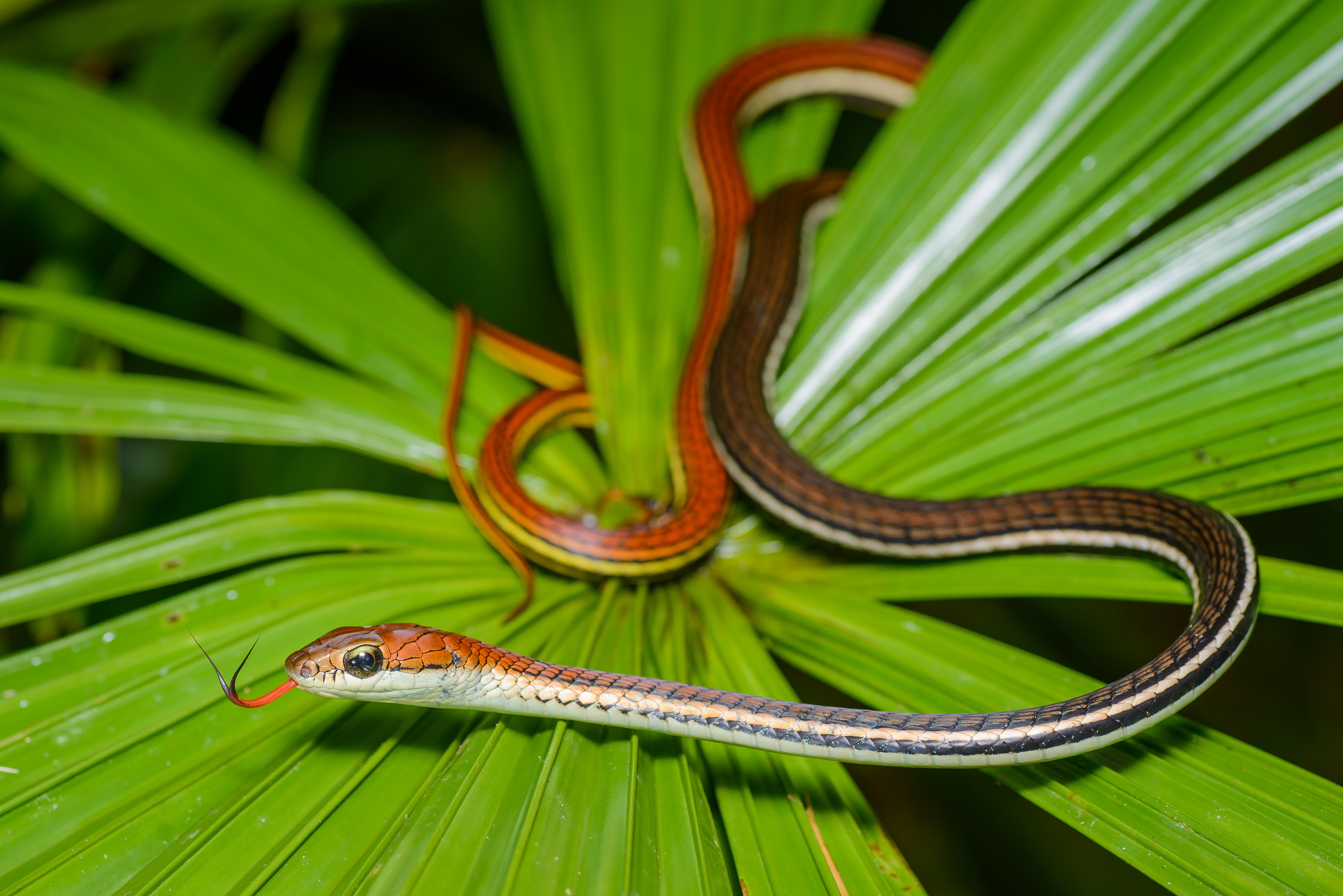
Dendrelaphis caudolineatus dans le parc national de Khao Sok en Thaïlande.

Dendrelaphis caudolineatus est un serpent arboricole diurne.

## Taxinomie
Les sous-espèces Dendrelaphis caudolineatus flavescens, Dendrelaphis caudolineatus luzonensis, Dendrelaphis caudolineatus modestus et Dendrelaphis caudolineatus terrificus ont été élevées au rang d'espèce.

## Publication originale
- Gray, 1835 : Illustrations of Indian Zoology, chiefly selected from the collection of Major-General Hardwicke. vol. 2, p. 1-263 (texte intégral).